# Folake Coker
Folake Folarin-Coker (sinh năm 1974) là một nhà thiết kế thời trang người Nigeria và giám đốc sáng tạo của Tiffany Amber.

## Giáo dục và giáo dục sớm
Folake được sinh ra ở Lagos, Nigeria vào năm 1974. Sau khi học tại Thụy Sĩ và Vương quốc Anh, cô đã lấy được bằng sau đại học về luật dầu khí và trở về Nigeria để theo đuổi sở thích thời trang của mình.

## Nghề nghiệp
Thương hiệu thời trang của cô, "Tiffany Amber" đã được ra mắt tại Lagos vào năm 1998. Thương hiệu này có bốn cửa hàng và cửa hàng độc lập ở Lagos và Abuja. Cô đã dàn dựng một số chương trình thời trang ở Châu Phi, Châu Âu  và Hoa Kỳ. Năm 2008, cô đã làm nên lịch sử khi trở thành nhà thiết kế thời trang gốc Phi đầu tiên trình diễn một chương trình hai lần tại Tuần lễ thời trang New York. Cô là người đầu tiên nhận giải thưởng "Nhà thiết kế của năm" tại tuần lễ thời trang châu Phi tại Johannesburg năm 2009 và cũng được trao giải "Thương hiệu thời trang của năm" tại tuần lễ thời trang ARISE Magazine năm 2011. Năm 2013, cô đã nhận được Giải thưởng Doanh nghiệp tại Hội nghị chuyên đề Phụ nữ, Cảm hứng và Doanh nghiệp (WIE) 2013  và lọt vào danh sách phụ nữ của Forbes Power. Cô đã tiết lộ bộ sưu tập xuân/hè 'Nirvana' của mình tại buổi ra mắt Thiết kế DOII.

## Cuộc sống cá nhân
Coker đã kết hôn với doanh nhân Folorunsho Coker, người đã tái hôn, cựu giám đốc điều hành của cơ quan sản xuất biển số của bang Lagos, hiện là cố vấn kinh doanh cho Thống đốc bang Lagos.